# Hijos de Ben
Se denomina Los hijos de Ben o Tribu de Ben a los poetas y dramaturgos seguidores del estilo poético Ben Jonson de la primera mitad del siglo XVII.  Sin embargo a diferencia de Jonson eran leales al rey Jacobo I de Inglaterra y VI de Escocia.
Entre ellos se encontraban Richard Brome, William Cartwright, William Cavendish, William Davenant, Henry Glapthorne, Peter Hausted, Thomas Killigrew, Shackerley Marmion, Jasper Mayne, Thomas Nabbes y Thomas Randolph.
El término  fue una autodenominación de algunos de los Poetas Caballeros, entre los que se encontraban Robert Herrick, Richard Lovelace, Sir John Suckling o Thomas Carew; que admiraban y fueron influenciados por la poesía de Jonson. Éstos se reunían junto a Jonson en tabernas de Londres, especialmente en un salón de The Devil and Saint Dunstan en el que sobre la chimenea Jonson colocó un mármol con las reglas de convivencia en latín inspiradas en Marcial y Horacio.